# Souabes du Danube

Implantations et « colonies » des Souabes du Danube entre Preßburg (Bratislava) et Belgrade en particulier en « Turquie Souabe » (Hongrie du sud), Slavonie, Vojvodine, Batschka, Syrmie, Banat. Les noms des villes sont mentionnés en allemand (Fünfkirchen = Pecs, Neusatz = Novi Sad, Temeschwar = Timişoara, Esseg = Osijek, Waitzen = Vács, Raab = Györ, etc.)

Les Souabes du Danube sont des colons allemands de l'ancien Empire austro-hongrois.

## Historique
Ils ont fondé des villages et travaillé comme agriculteurs. Leurs ancêtres ont été une fois installés de 1686 à 1829 par l'ordre de la Maison des Habsbourg en Hongrie, et des parties de l'ex-Yougoslavie et de la Roumanie qui appartenaient à la monarchie des Habsbourg, de différentes parties de l'Autriche et de l'Allemagne comme la Hesse, la Bavière, le Palatinat, le Hunsrück , Bade-Wurtemberg, Jura souabe Fulda (arrondissement), Rhön, Franconie, Arrondissement de Rhin-Palatinat, Souabe (Région gouvernementale), mais aussi Alsace, Lorraine, Pays-Bas méridionaux et Luxembourg, etc. 
La ville d'Ulm à Alb-Donau-Kreis, dans le Jura souabe, était le point de départ, où ces émigrants allemands sont allés avec l'Ulmer Schachtel (un petit bateau), le long du Danube, c'est pourquoi ils ont reçu le nom de Souabes du Danube. Ils parlent différents dialectes allemands. Ils croyaient au catholicisme romain et au luthéranisme et détenaient une grande partie de l'ancienne mythologie nordique.
Après la Seconde Guerre mondiale, la plupart des Souabes du Danube ont été expulsés par ordre de la Conférence de Potsdam, vers l'Autriche occupée par les Alliés et l'Allemagne occupée par les Alliés. Seuls quelques Souabes du Danube vivent aujourd'hui dans ce pays qui appartenait autrefois à la monarchie des Habsbourg. La plupart des descendants souabes du Danube vivent en Autriche et en Allemagne, mais aussi aux États-Unis, au Canada et en Australie,,,.